# 中共中央妇女部
中共中央妇女部是中国共产党曾设立的一个中央工作机构。

## 历史
1922年7月中共二大按照第三国际的要求，为扩大党的组织、把党建设成为真正的无产阶级群众性政党，共产党要“到群众中去”，“组成一个‘大的群众党’”，通过了组织问题决议案和妇女运动决议案。向警予当选为中央候补委员，为党的妇女工作的负责者，并无专职工作人员。
1924年5月中共三大通过了向警予起草的《中国共产党第三次全国代表大会妇女运动决议案》明确提出“女子应有遗产承继权”、“男女社交自由”、“结婚离婚自由”、“男女工资平等”、“母性保护”、“赞助劳动女同胞”、“男女教育平等”、“男女职业平等”等有关男女平权、保护妇女权益的条例，并提出“全国妇女运动大联合”，“为集中本党女党员之活动及系统的指导全国妇女运动起见，应设立妇女委员以外，要在全国妇女运动中树立一精神的中心，应创办一种出版物，以指导并批评日常的妇女生活及妇女运动。”陈独秀在中共三大上报告：“我们党的女党员只有13人。中国的妇女运动还很不发展。我们对广州和湖北的女权联合会有一些影响。北京和上海也有这种联合会。”中共第三届中央执行委员会第一次扩大会议的致共产国际妇女部的一份报告：“至今在全国各地之女同志，尚且不过二十人”，“且一因中国地大路远，分散各地居处，尚不能人人全力牺牲为党工作，所以，其进行成绩，实非常少！更兼至今尚无系统组织”。
1924年6月24日中国共产党关于中国妇女运动的报告里指出，中共自创建以来，“至今全国各地至女同志，尚且不过二十人，青年团女同志，也不过四十人左右，仅此六十同志”“少数女同志，仅于各地尽个人力之所能，作文字宣传，或负平民教育之责任”。
1925年1月中共四大关于妇女运动决议案：“各地党部亟应设立妇女部，其无女党员的地方亦应组织妇女部，党的妇女运动才有专门负责的机关，才能一日一日地力图发展”。
1925年5月中共中央局调整，增选向警予为中央委员、中央局委员，同时设立妇女部和出版部。向警予起任中共中央妇女部主任。1925年10月向警予去莫斯科后，杨之华任中央妇女部部长。1926年9月底（或10月初）中共中央决定妇女部改组为妇女运动委员会。
1927年4月27日，中共五大在武汉召开，杨之华任妇女部部长，陈志筠任秘书。八七会议后，中央临时政治局讨论决定各部委领导成员名单，杨之华任妇女部部长。1927年11月，中央临时政治局常委会决定撤销妇女部，在中央临时政治局常委会之下的组织局下设妇女运动委员会，杨之华、邓颖超、李哲时、庄东晓先后任主任。1928年7月第六届中央政治局第一次会议决定，政治局下设妇女运动委员会，张金保、项英、周秀珠先后任书记，委员有项英、彭湃、周秀珠、邓颖超、蔡畅等。1928年11月，党中央决定成立妇女运动委员会，由项英、周秀珠、邓颖超、彭湃、蔡畅等组成。项英忙于中央工委工作，中央妇委的日常工作实际由周秀珠主持。1929年后，19岁的周秀珠正式担任了中央妇委（妇女部）书记（部长），成为中共历史上最年轻的中央部门领导人。1930年2月，中央临时政治局会议决定设立组织局，妇女运动委员会隶属组织局，周秀珠任主任。六届四中全会后，周秀珠继续任书记，委员有杨之华、张金保、刘群仙、朱秀英等。
1937年抗战前夕，中央妇女部部长先后为李见珍（李坚真）、蔡畅。